# Le Tour des 100 Communes
Le Tour des 100 Communes è una corsa in linea maschile di ciclismo su strada che si svolge annualmente, in marzo, a Béthune, nel dipartimento del Passo di Calais, in Francia. Dal 2023 fa parte del calendario dell'UCI Europe Tour nella classe 1.2.

## Albo d'oro
Aggiornato all'edizione 2025.
| Anno | Vincitore         | Secondo                | Terzo                     |
| ---- | ----------------- | ---------------------- | ------------------------- |
| 2023 | Jonathan Vervenne | Jérémy Lecroq          | Sebastian Kirkedam Larsen |
| 2024 | Halvor Dolven     | Steffen De Schuyteneer | Andrea Raccagni           |
| 2025 | Matthew Brennan   | Simone Gualdi          | Lucas Beneteau            |